# رایان کادیما
رایان کادیما (انگلیسی: Rayan Kadima؛ زادهٔ ۱۵ دسامبر ۱۹۹۷) بازیکن فوتبال اهل فرانسه است.
از باشگاه‌هایی که در آن بازی کرده‌است می‌توان به باشگاه فوتبال آژاکسیو اشاره کرد.